# 4209 Briggs
4209 Briggs eller 1986 TG4 är en asteroid i huvudbältet som upptäcktes 4 oktober 1986 av den amerikanske astronomen Eleanor F. Helin vid Palomar-observatoriet. Den är uppkallad efter Geoffrey A. Briggs.
Asteroiden har en diameter på ungefär 31 kilometer.